# Parupeneus forsskali
Espèce
Le Rouget de mer Rouge ou Rouget-barbet à bande noire (Parupeneus forsskali) est un poisson osseux de la famille des Mullidés.